# Com ho fa el vent
Com ho fa el vent (Como lo hace el viento, en lengua castellana) es el tercer álbum LP del cantautor Joan Manuel Serrat en lengua catalana, editado originalmente en 1968 por la compañía discográfica Edigsa, con arreglos y dirección musical de Ricard Miralles.

## Canciones que componen el disco
1. Com ho fa el vent (Joan Manuel Serrat) - 1:33
2. Paraules d'amor (Joan Manuel Serrat) - 3:57
3. La Carmeta (Joan Manuel Serrat) - 2:26
4. De mica en mica (Joan Manuel Serrat) - 4:32
5. En qualsevol lloc (Joan Manuel Serrat) - 2:32
6. Saps (Joan Manuel Serrat) - 3:14
7. Camí avall (Joan Manuel Serrat) - 3:38
8. L'olivera (Joan Manuel Serrat) - 3:30
9. Marta (Joan Manuel Serrat) - 5:02
10. Cançó de matinada (Joan Manuel Serrat) - 2:37

## Críticas
El disco fue un éxito absoluto desde el momento de su lanzamiento. Fue el n.º 1 en Cataluña y triunfó en el resto de España donde batió el récord de ventas. Canciones como "Paraules d'amor", "Com ho fa el vent" o "Cançó de matinada" son todavía canciones épicas de la lengua catalana.